# Полбицын, Георгий Трофимович
Георгий Трофимович Полбицын (24 января 1894, Пачелма, Пензенская губерния, Российская империя — 30 октября 1937) — советский государственный деятель, председатель Пензенского губисполкома (1926—1928) и Средне-Волжского крайисполкома (1936—1937).

## Биография
Родился в крестьянской семье, с 1902 года учился в трёхклассной церковно-приходской школе, которую окончил с отличием. С 12 лет работал по найму, батрачил у помещика.
В 1915 году во время Первой мировой войны был призван в армию. Окончил учебную команду, служил помощником командира отделения и командиром взвода. После Февральской революции Полбицын участвовал в организации солдатских комитетов в городе Новоузенске.
Летом 1917 года служил в Кронштадтском полку, избирался председателем ротного и товарищем председателя полкового комитета. В октябре 1917 года стал командиром роты.
В январе 1918 года вернулся в родную Пачелму, где был избран председателем Пачелмского волисполкома. Руководил организацией комитетов бедноты и проведением продразвёрстки.
Член РКП(б) с сентября 1918 года.
С 1919 года работал в советских органах Чембарского уезда. С 1921 по 1924 год работал председателем уисполкома.
В 1924 году стал заведующим Пензенским губземотделом, с августа того же года член президиума Пензенского губисполкома, а в марте 1926 года избран председателем Пензенского губисполкома.
В мае 1928 г. его ввели в президиум и назначили 1-м заместителем председателя оргкомитета ВЦИК по Средне-Волжской области.
После ликвидации Пензенской губернии и образования Средне-Волжской области в середине 1928 года переведён в Самару, где был избран первым заместителем председателя облисполкома.
С 13 августа 1932 года по 19 августа 1937 года Георгий Полбицын председатель Средне-Волжского крайиспокома (с 27.01.1935 — Куйбышевского крайисполкома, с 5.12.1936 — Куйбышевского облисполкома).
В феврале 1935 года был делегатом VII Всесоюзного съезда Советов. 15 марта 1935 года Полбицын был награждён орденом Ленина.
В феврале 1937 года отправил в районы письма о необходимости ликвидации «кулацких спецпосёлков» и о запрете посева люцерны, заражённой сорняком. Эти его решения впоследствии были расценены как вредительские. 17 августа 1937 года он был выведен из состава бюро Куйбышевского обкома ВКП(б) и исключён из партии. 19 августа он был арестован НКВД и этапирован в Москву для следствия.
29 октября был приговорён к высшей мере наказания по статьям 58-2 (вооруженное восстание) и 58-11 (контрреволюционная деятельность). Приговор был приведён в исполнение 30 октября 1937 года в Москве.
Место захоронения неизвестно.
Реабилитирован 22 сентября 1956 года.